# Volume VIII (Fabrizio De André)
 (février 2023).
Si vous disposez d'ouvrages ou d'articles de référence ou si vous connaissez des sites web de qualité traitant du thème abordé ici, merci de compléter l'article en donnant les références utiles à sa vérifiabilité et en les liant à la section « Notes et références ».
Albums de Fabrizio De André
Canzoni
(1974) Rimini
(1978)
Volume VIII est le dixième album du chanteur italien Fabrizio De André, paru en 1975 chez la maison de disques Produttori Associati.

## Titres de l'album
Toutes les chansons sont de Fabrizio De André sauf mention.
Les huit pistes de cet album sont :
| No | Titre                | Auteur                                                     | Durée |
| -- | -------------------- | ---------------------------------------------------------- | ----- |
| 1. | La cattiva strada    | De André et Francesco De Gregori                           | 4:33  |
| 2. | Oceano               | De André et Francesco De Gregori                           | 3:11  |
| 3. | Nancy                | texte de De André sur la chanson homonyme de Leonard Cohen | 3:57  |
| 4. | Le storie di ieri    | Francesco De Gregori                                       | 3:15  |
| 5. | Giugno '73           |                                                            | 3:31  |
| 6. | Dolce Luna           | De André et Francesco De Gregori                           | 3:25  |
| 7. | Canzone per l'estate | De André e Francesco De Gregori                            | 5:21  |
| 8. | Amico fragile        |                                                            | 5:29  |